# يانغ شيانغ تشونغ
يانغ شيانغ تشونغ (مواليد 29 سبتمبر 1974) هو ملاكم صيني، مثّل بلاده في الألعاب الأولمبية الصيفية في دورتي 1996 و2000.

## روابط خارجية
يانغ شيانغ تشونغ على موقع أوليمبيديا (الإنجليزية)